# Horismenus nitens
Horismenus nitens is een vliesvleugelig insect uit de familie Eulophidae. De wetenschappelijke naam is voor het eerst geldig gepubliceerd in 1892 door Howard.